# Michael Phelps

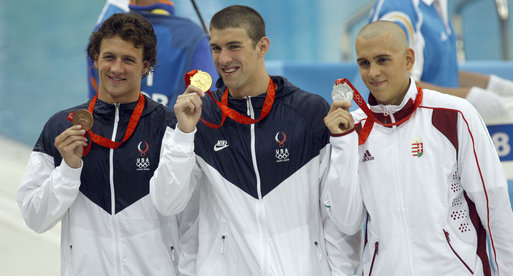
Phelps cầm huy chương vàng Olympic Bắc Kinh ngày 10 tháng 8 năm 2008.

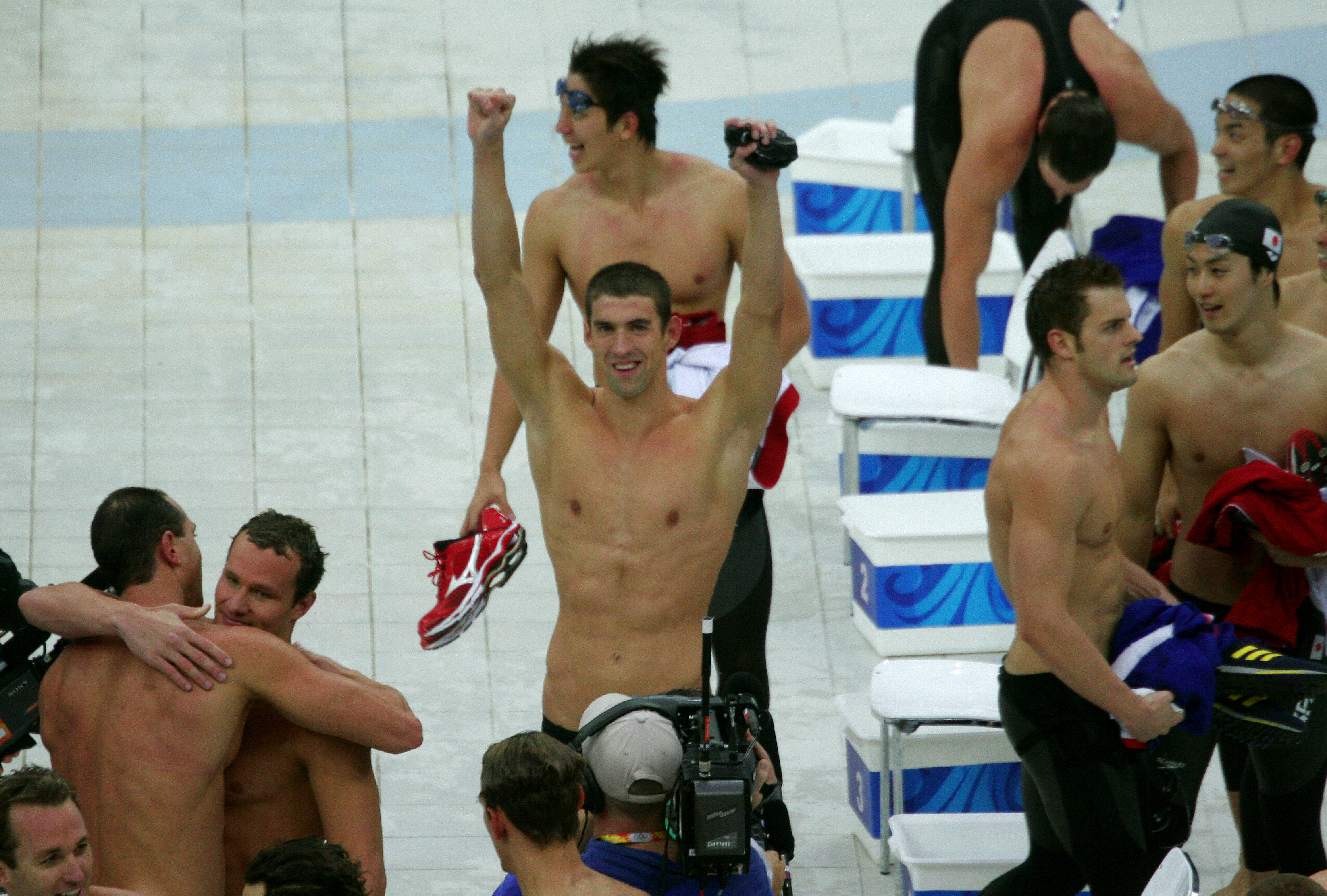
Michael Phelps ăn mừng chiếc huy chương vàng thứ 8 cùng đồng đội tại Olympic Bắc Kinh

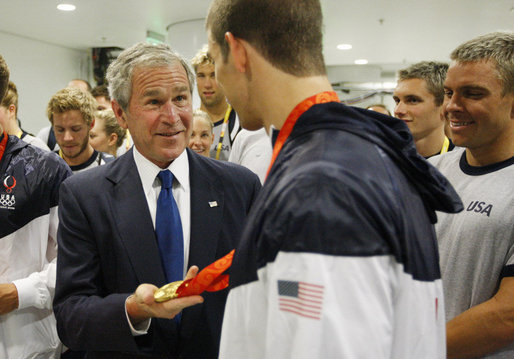
Tổng thống George W. Bush chúc mừng Michael Phelps tại Olympic Bắc Kinh 2008

Michael Fred Phelps II (sinh ngày 30 tháng 6 năm 1985 tại Baltimore, Maryland) là một cựu vận động viên bơi lội chuyên nghiệp người Mỹ. Anh là một trong những vận động viên vĩ đại nhất Olympic, với 28 huy chương Olympic các loại. Phelps cũng đang là người giữ kỉ lục nhiều huy chương vàng nhất lịch sử Olympic (23 chiếc), kỉ lục nhiều huy chương vàng nhất trong nội dung cá nhân (13 chiếc), kỉ lục nhiều huy chương nhất trong nội dung cá nhân (16 chiếc). Bằng việc đoạt 8 huy chương vàng ở Beijing 2008, anh đã phá kỉ lục của Mark Spitz về số lần đứng đầu nội dung cá nhân (7 lần).
Tại Thế vận hội Mùa hè 2004 tổ chức ở Athena, Hy Lạp, Phelps đã giành 6 huy chương vàng, 2 huy chương đồng, san bằng kỷ lục về số huy chương do một cá nhân đạt được trong một kỳ Thế vận hội (do vận động viên thể dục Alexander Dityatin thiết lập năm 1980). Bên cạnh đó Phelps còn phá và giữ nhiều kỷ lục thế giới trong môn bơi lội, anh được bầu là Vận động viên bơi lội thế giới của năm trong các năm 2003, 2004, 2006 và 2007.
Tại Thế vận hội Mùa hè 2008 tại Bắc Kinh, Phelps tham dự 8 nội dung (5 cá nhân và 3 đồng đội) và đoạt được cả tám huy chương vàng, lập 7 kỉ lục thế giới và 1 kỉ lục Olympic.
Tại Thế vận hội Mùa hè 2012 tại London, Phelps giành bốn huy chương vàng và hai huy chương bạc. Sau đó anh đã tuyên bố giải nghệ nhưng đã trở lại thi đấu từ năm 2014.
Tại Thế vận hội Mùa hè 2016 tại Rio de Janeiro, Phelps đã giành 5 huy chương vàng (nội dung bơi bướm 200m, bơi hỗn hợp cá nhân 200m, 2 huy chương bơi tự do đồng đội, 1 huy chương vàng bơi hỗn hợp tiếp sức) và 1 huy chương bạc nội dung bơi bướm 100m. Phelps là vận động viên bơi lớn tuổi nhất đoạt Huy chương vàng cá nhân ở Olympic, đồng thời phá bỏ một kỷ lục từng tồn tại 2168 năm ở Olympic, của Leonidas của Rhodes với 12 huy chương vàng cá nhân thời Hy Lạp cổ đại.
Phelps đã đoạt tổng cộng 23 huy chương vàng (trong số đó có 13 huy chương vàng cá nhân), 3 huy chương bạc, 2 huy chương đồng Thế vận hội, khiến anh trở thành vận động viên thành công nhất trong lịch sử Olympic
Đồng thời tại thế vận hội Rio 2016, Michael Phelps được chọn là người cầm cờ đoàn thể thao Mỹ trong ngày khai mạc.
Michael Phelps cũng giành 26 huy chương vàng Giải vô địch thế giới bể dài, 1 huy chương vàng Giải vô địch thế giới bể ngắn, 16 huy chương vàng Giải vô địch Liên Thái Bình Dương, tổng cộng là 66 huy chương vàng các loại.  Phelps tuyên bố sẽ giải nghệ sau Thế vận hội 2016.

## Đời sống cá nhân
Phelps sinh ra ở Baltimore bang Maryland và lớn lên ở Rodgers Forge khu vực lân cận Towson. Anh từng học ở trường Tiểu học Rodgers Forge, Trung học Dumbarton, và Trung học phổ thông Towson. Phelps là con út trong ba người con và mẹ anh, bà Deborah Sue "Debbie" Phelps, là một hiệu trưởng trường trung học. Cha anh, ông Michael Fred Phelps, là một người đã về hưu sống ở bang Maryland, từng là cầu thủ bóng đá ở trường trung học và đại học. Phelps có thể nói được tiếng Anh, Đức, Ireland, Scotland, và tiếng xứ Wales. Cha mẹ anh ly dị vào năm 1994, khi anh được chín tuổi, và cha ông tái hôn vào năm 2000. Michael Phelps tốt nghiệp Trường trung học Towson vào năm 2003.
Phelps bắt đầu bơi lội khi lên 7 tuổi, một phần do ảnh hưởng của chị em của mình và một phần để giúp anh thoát khỏi hội chứng giảm chú ý. Sau khi giải nghệ vào năm 2016, anh nói: "Lý do duy nhất mà tôi xuống nước là vì mẹ tôi muốn tôi tìm hiểu làm thế nào để bơi cùng các chị em, bản thân tôi cũng yêu thích môn thể thao này, và tôi đã quyết định để học bơi." Khi Phelps lên lớp sáu, anh được chẩn đoán rối loạn thiếu chú ý hiếu động thái quá (ADHD). Ở tuổi 10, anh đã phá kỷ lục quốc gia dành cho độ tuổi của mình trong nội dung 100m bướm. Sau đó anh bắt đầu được đào tạo tại câu lạc bộ bơi lội ở Bắc Baltimore dưới sự hướng dẫn của huấn luyện viên Bob Bowman. Sau đó rất nhiều hồ sơ nhóm tuổi theo sau và đến năm 2016, Phelps vẫn giữ 12 hồ sơ nhóm tuổi khi mình còn theo học.

## Sự nghiệp

### Olympic 2000
Năm 2000, ở tuổi 15, Phelps trở thành nam vận động viên bơi lội trẻ tuổi nhất trong vòng 68 năm của đoàn Hoa Kỳ tham dự Thế vận hội. Tuy không đạt huy chương nào ở Thế vận hội Mùa hè 2000 tại Sydney, chỉ 5 tháng sau Phelps đã phá kỷ lục thế giới ở nội dung 200 m bướm và trở thành vận động viên bơi lội trẻ tuổi nhất phá kỷ lục thế giới. Từ năm 2000 đến năm 2004 Phelps còn 5 lần phá kỷ lục thế giới ở các nội dung cá nhân hỗn hợp và bướm.

### Giải vô địch thế giới
Tại Giải vô địch thế giới cho bộ môn thi đấu dưới nước vào năm 2001, ngày 30 tháng Ba, Michael Phelps đã phá vỡ kỷ lục thế giới trong nội dung bơi bướm 200 mét để trở thành vận động viên nam trẻ tuổi nhất thiết lập một kỷ lục thế giới bơi với 15 năm và 9 tháng. Trước đây kỷ lục này đã được thiết lập bởi Ian Thorpe, người đã thi đấu với nội dung 400 mét bơi tự do với 16 năm, 10 tháng. Tại giải vô địch thế giới tại Fukuoka, Nhật Bản, Phelps đã phá vỡ kỷ lục thế giới của chính mình trong nội dung 200 mét bơi bướm trên đường đua xanh để lần đầu tiên trở thành một nhà vô địch thế giới.
Năm 2004 tại Athena, Phelps được kỳ vọng sẽ phá kỷ lục 7 huy chương vàng môn bơi lội do huyền thoại đồng hương Mark Spitz thiết lập năm 1972. Tuy san bằng thành tích 4 huy chương vàng cá nhân của Spitz (ở các nội 100 và 200 m bướm, 200 và 400 m cá nhân hỗn hợp) nhưng Phelps chỉ giành được 2 huy chương đồng tại các nội dung 4 x 100 m tiếp sức tự do và 200 m tự do vì vậy kỷ lục do Spitz giữ suốt 32 năm vẫn tiếp tục đứng vững. Dù sao thì với thành tích 6 vàng, 2 đồng, Phelps cũng đã san bằng kỷ lục về số huy chương do một cá nhân đạt được trong một kỳ Thế vận hội (do vận động viên thể dục Alexander Dityatin thiết lập năm 1980 ở Moskva).

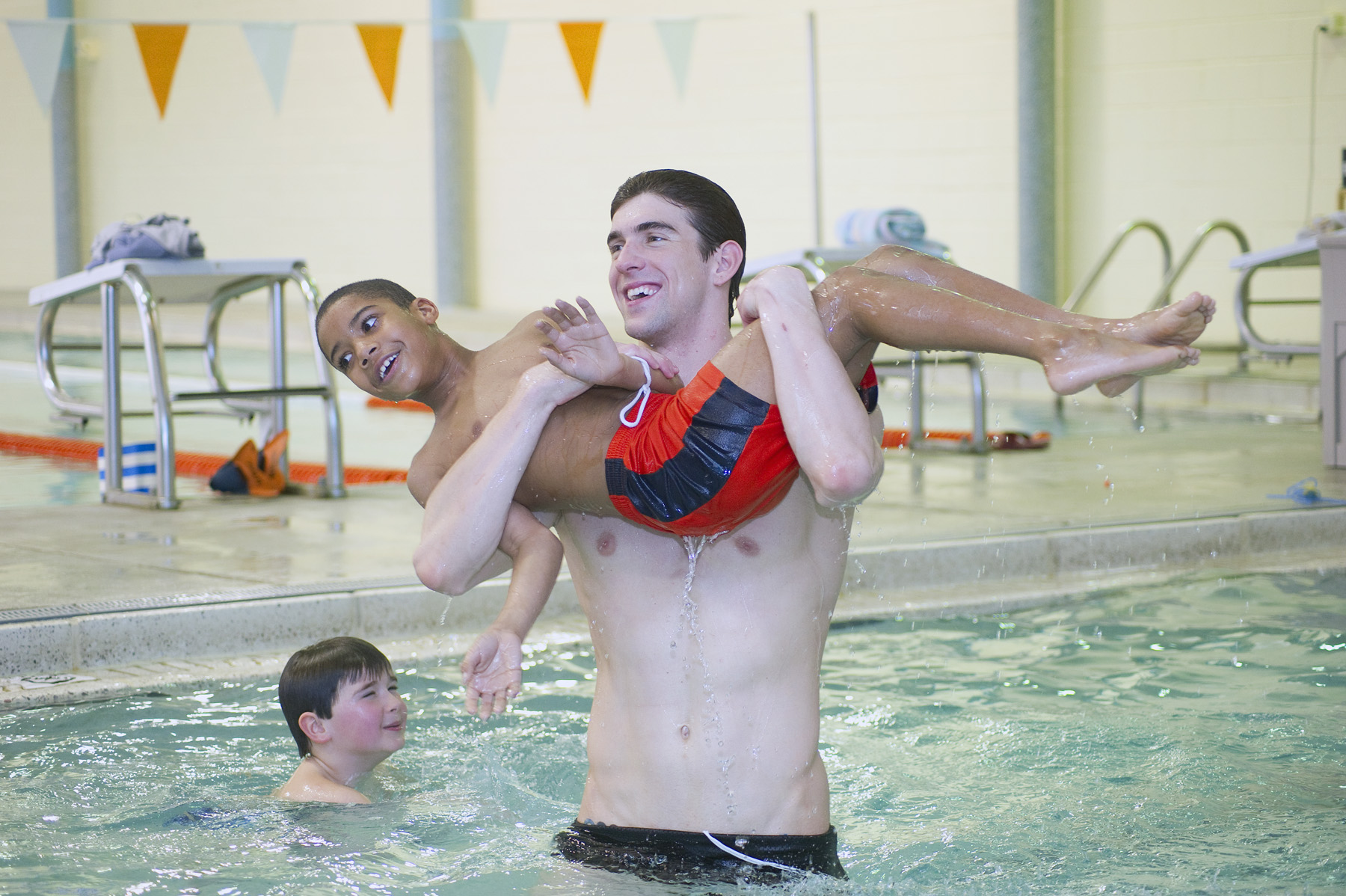
Phelps năm 2010

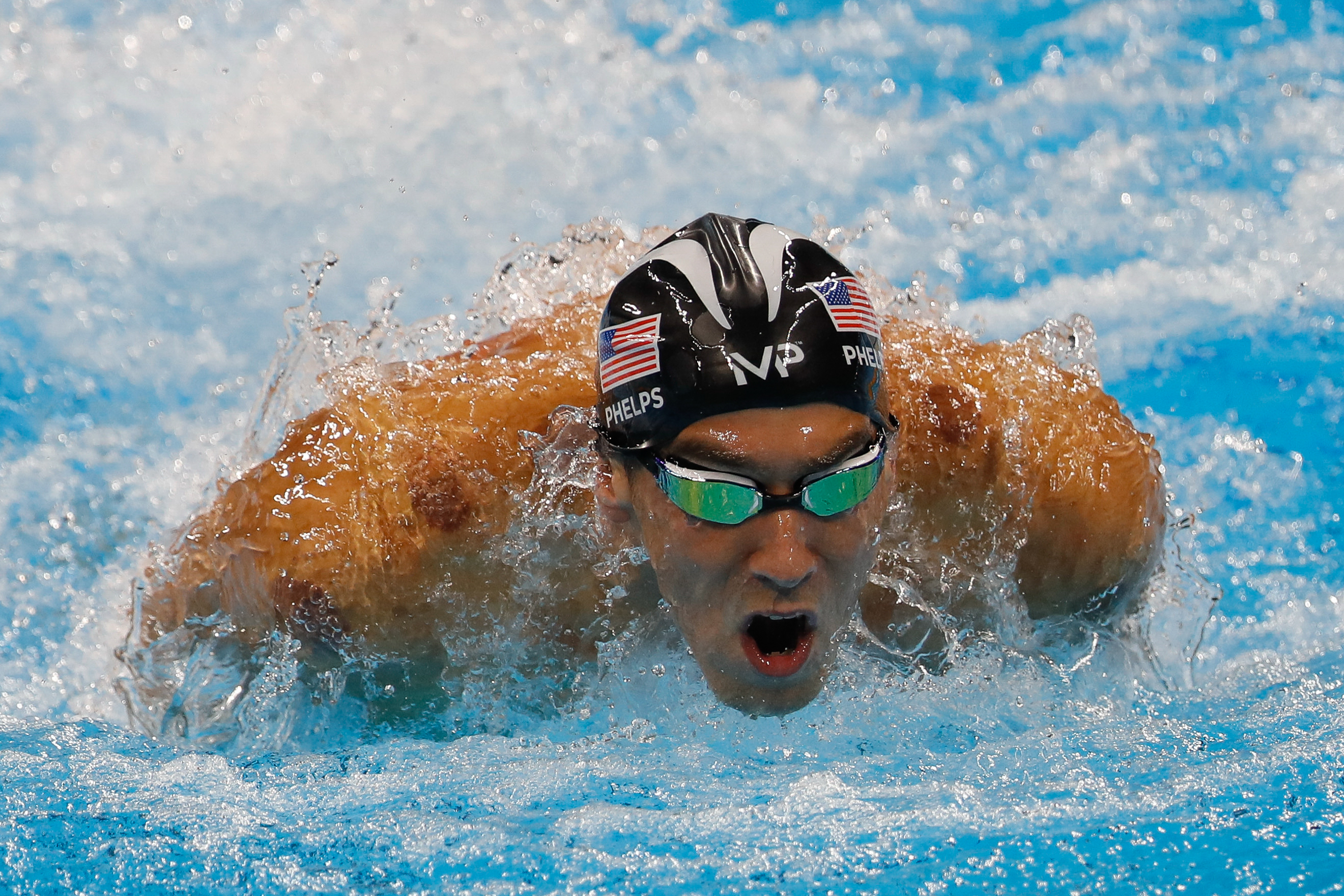
Phelps đang bơi bướm 200m tại Thế vận hội Rio 2016 và giành huy chương vàng Thế vận hội thứ 20 (ngày 9 tháng 8 năm 2016)

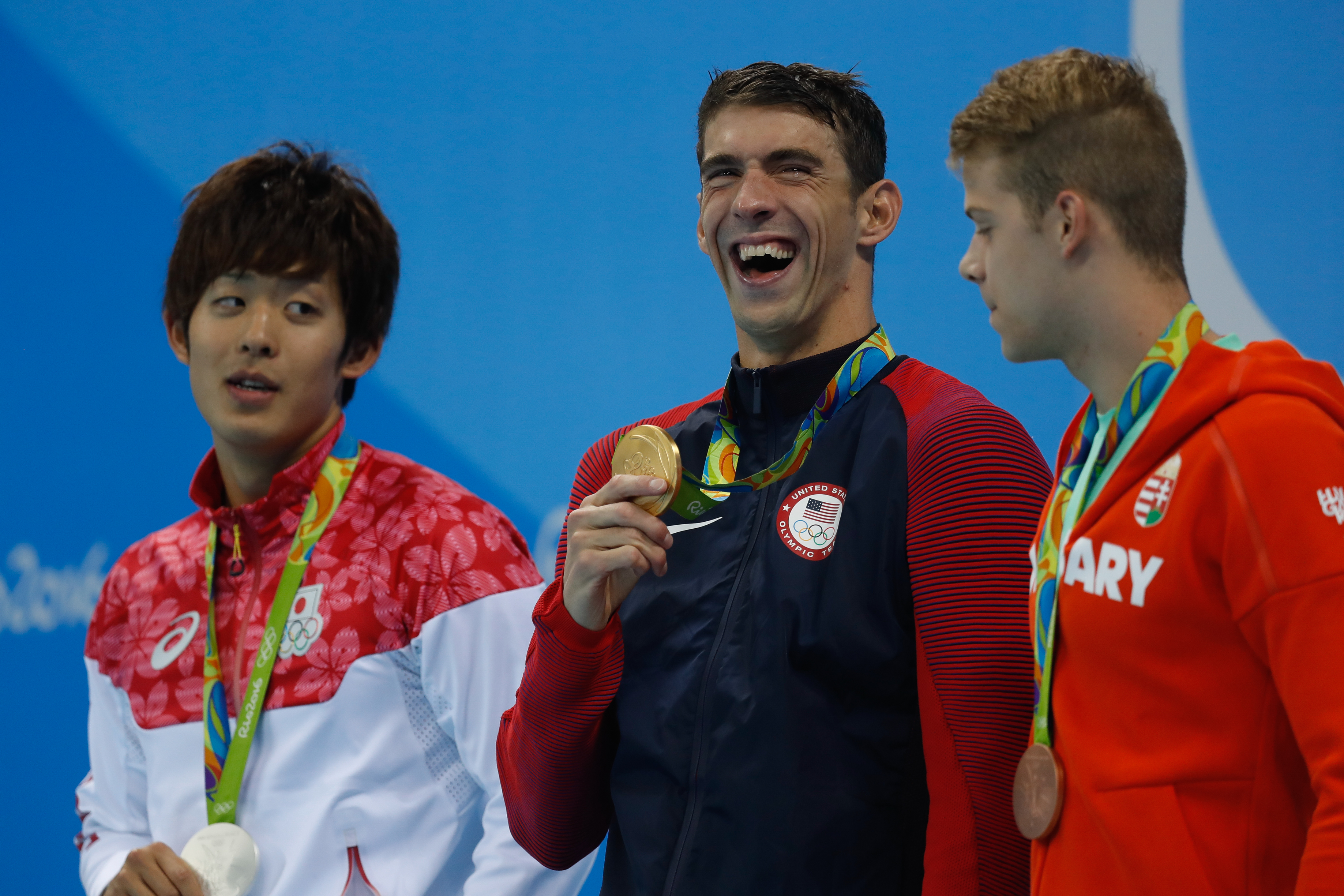
Michael Phelps giành huy chương vàng Olympic thứ 20 tại Rio 2016

Tại giải bơi lội vô địch thế giới 2007, Phelps đã giành 7 huy chương vàng và phá 5 kỷ lục thế giới. Tại Thế vận hội Mùa hè 2008 tổ chức ở Bắc Kinh, ngay ở vòng đấu loại khởi động, Phelps đã phá kỷ lục thế giới ở nội dung 400 m cá nhân hỗn hợp. Ngày 17 tháng 8, Phelps đã giành được huy chương vàng thứ 8 trong Olympic 2008 (phá kỷ lục thế giới tại 7/8 nội dung giành huy chương vàng và là con số nhiều nhất trong lịch sử) và trở thành người nắm giữ kỷ lục mới về số huy chương vàng tại các kỳ Thế vận hội với 14 chiếc. Trong Olympic London 2012, chỉ cần anh dành thêm 3 huy chương nữa, sẽ phá kỷ lục dành 18 huy chương các loại của vận động viện Liên Xô Larissa Latynina, và trở thành vận động viên xuất sắc tuyệt đối của mọi thời đại.
Tại Olympic London 2012, mặc dù khởi đầu chậm chạp khi chỉ về thứ 4 ở nội dung 400 hỗn hợp nhưng sau đó Phelps đã thi đấu khá xuất sắc khi giành 4 tấm huy chương vàng và 2 tấm huy chương bạc, thành tích tốt nhất trong số các vận động viên bơi tại Olympic 2012. Với thành tích này, Phelps đã nâng thành tích đầy vinh quang của mình với tổng cộng 22 huy chương trong đó có 18 huy chương vàng từ 4 kỳ Olympic. Sau đó anh đã tuyên bố giải nghệ.
Vào năm 2014, anh tuyên bố trở lại đường đua xanh sau hơn 2 năm vắng bóng, tuy nhiên anh đã bị cấm thi đấu 6 tháng vì lái xe trong lúc say rượu. Tháng 4 năm 2015 lệnh cấm thi đấu kết thúc, anh nói rằng mục tiêu của anh là hướng đến kì Thế vận hội mùa hè tại Rio de Janeiro năm 2016, kì Olympic thứ 5 năm trong sự nghiệp của anh.
Tại Thế vận hội Mùa hè 2016, Phelps đã giành 5 huy chương vàng ở các nội dung bơi bướm 200m, 2 huy chương bơi tự do đồng đội, 200m bơi hỗn hợp cá nhân, 1 huy chương vàng tiếp sức hỗn hợp và 1 huy chương bạc ở nội dung bơi bướm 100m.